# Stabilitets- og Vækstpagten
Stabilitets- og Vækstpagten er en del af ØMU'en. Den opstiller en række krav til EU-landenes økonomiske politik, og eurozonens lande kan straffes økonomisk for ikke at overholde dem.

## Krav til økonomisk politik
- Landets budgetunderskud må ikke overstige 3% af landets BNP.
- Landets offentlige gæld må ikke overstige 60% af landets BNP.

Disse regler skal sikre 'budgetdisciplin' og forebygge inflation, men kan gøre det svært for et land at bekæmpe arbejdsløshed med offentlige midler (finanspolitik) i en økonomisk krise. Reglerne svarer til konvergenskravene for at indføre euroen.

## Eksterne kilder og henvisninger
- EU-oplysningen Arkiveret 6. april 2015 hos  Wayback Machine